# Busnago Volley Club 2011-2012
Questa voce raccoglie le informazioni riguardanti il Busnago Volley Club nelle competizioni ufficiali della stagione 2011-2012.

## Organigramma societario
Area direttiva
- Presidente: Stefano Galbusera

Area tecnica
- Allenatore: Davide Dalmati
- Allenatore in seconda: Andrea Tentorio
- Scout man: Andrea Tentorio

Area sanitaria
- Preparatore atletico: Diego Cerioli
- Fisioterapista: Marco Proserpio

## Rosa
| N° | Nome               | Ruolo | Data di nascita   | Nazionalità sportiva |
| -- | ------------------ | ----- | ----------------- | -------------------- |
| 1  | Benedetta Bruno    | C     | 18 settembre 1984 | Italia               |
| 2  | Milena Stacchiotti | C     | 5 gennaio 1985    | Italia               |
| 3  | Letizia Comi       | L     | 21 gennaio 1994   | Italia               |
| 5  | Mi-Na Kim          | P     | 4 febbraio 1984   | Italia               |
| 7  | Gilda Lombardo     | S     | 2 luglio 1989     | Italia               |
| 8  | Giulia Rubini      | S     | 3 luglio 1990     | Italia               |
| 10 | Marika Bonetti     | S     | 29 febbraio 1984  | Italia               |
| 11 | Giulia Bellè       | C     | 1º ottobre 1991   | Italia               |
| 12 | Valeria Alberti    | L     | 9 maggio 1984     | Italia               |
| 14 | Noemi Basso        | S     | 17 gennaio 1994   | Italia               |
| 17 | Silvia Bruzzone    | P     | 13 gennaio 1992   | Italia               |
| 18 | Soraia dos Santos  | O     | 13 gennaio 1984   | Brasile              |

## Risultati

### Serie A2

#### Girone di andata
| 1ª giornata - 9 ottobre 2011 PalaLiabel, Salsomaggiore Terme | Terre Verdiane      | 1 - 3 | Busnago        | 25-22, 21-25, 16-25, 22-25        |
| 2ª giornata - 16 ottobre 2011 PalaBusnago, Busnago           | Busnago             | 3 - 1 | IHF            | 26-24, 25-23, 20-25, 25-20        |
| 3ª giornata - 23 ottobre 2011 PalaPozzillo, Sala Consilina   | Antares             | 3 - 1 | Busnago        | 25-19, 25-23, 24-26, 25-19        |
| 4ª giornata - 30 ottobre 2011 PalaBusnago, Busnago           | Busnago             | 2 - 3 | Forlì          | 20-25, 25-13, 25-20, 20-25, 14-16 |
| 5ª giornata - 6 novembre 2011 PalaBaslenga, Casalmaggiore    | Casalmaggiore       | 3 - 1 | Busnago        | 30-28, 25-16, 22-25, 25-20        |
| 6ª giornata - 13 novembre 2011 PalaBusnago, Busnago          | Busnago             | 3 - 1 | Soverato       | 25-27, 25-22, 28-26, 25-17        |
| 7ª giornata - 20 novembre 2011 PalaSerenelli, Loreto         | Loreto              | 3 - 1 | Busnago        | 22-25, 25-21, 31-29, 25-13        |
| 8ª giornata - 27 novembre 2011 PalaBusnago, Busnago          | Busnago             | 3 - 1 | Rota           | 22-25, 25-12, 30-28, 25-17        |
| 9ª giornata - 4 dicembre 2011 PalaSassi, Matera              | Time Matera         | 1 - 3 | Busnago        | 12-25, 26-24, 22-25, 15-25        |
| 10ª giornata - 8 dicembre 2011 Palazzetto dello Sport, Monza | Busnago             | 0 - 3 | Verona         | 21-25, 12-25, 20-25               |
| 11ª giornata - 11 dicembre 2011 PalaBusnago, Busnago         | Busnago             | 3 - 2 | San Vito       | 25-19, 25-21, 18-25, 19-25, 15-10 |
| 12ª giornata - 18 dicembre 2011 PalaSchiavo, Battipaglia     | Pontecagnano Faiano | 0 - 3 | Busnago        | 23-25, 16-25, 24-26               |
| 13ª giornata - 26 dicembre 2011 PalaBusnago, Busnago         | Busnago             | 3 - 1 | Cuatto Giaveno | 25-21, 18-25, 25-22, 25-16        |
| 14ª giornata - 8 gennaio 2012 PalaBertoni, Crema             | Crema               | 2 - 3 | Busnago        | 19-25, 19-25, 25-22, 25-14, 11-15 |
| 15ª giornata - 15 gennaio 2012 PalaBusnago, Busnago          | Busnago             | 3 - 0 | Santa Croce    | 25-18, 25-19, 25-21               |

#### Girone di ritorno
| 16ª giornata - 22 gennaio 2012 PalaBusnago, Busnago                 | Busnago        | 3 - 0 | Terre Verdiane      | 25-22, 25-20, 32-30               |
| 17ª giornata - 29 gennaio 2012 Palazzetto dello sport, Frosinone    | IHF            | 0 - 3 | Busnago             | 24-26, 21-25, 21-25               |
| 18ª giornata - 5 febbraio 2012 PalaBusnago, Busnago                 | Busnago        | 3 - 0 | Antares             | 25-22, 25-17, 25-17               |
| 19ª giornata - 7 marzo 2012 PalaRomiti, Forlì                       | Forlì          | 0 - 3 | Busnago             | 17-25, 23-25, 23-25               |
| 20ª giornata - 19 febbraio 2012 PalaBusnago, Busnago                | Busnago        | 2 - 3 | Casalmaggiore       | 19-25, 25-16, 17-25, 25-21, 8-15  |
| 21ª giornata - 26 febbraio 2012 PalaScoppa, Soverato                | Soverato       | 3 - 2 | Busnago             | 21-25, 26-24, 20-25, 26-24, 15-12 |
| 22ª giornata - 11 marzo 2012 PalaBusnago, Busnago                   | Busnago        | 3 - 1 | Loreto              | 25-16, 25-15, 18-25, 25-23        |
| 23ª giornata - 18 marzo 2012 PalaRota, Mercato San Severino         | Rota           | 0 - 3 | Busnago             | 22-25, 23-25, 18-25               |
| 24ª giornata - 25 marzo 2012 PalaBusnago, Busnago                   | Busnago        | 3 - 1 | Time Matera         | 25-15, 20-25, 25-20, 25-17        |
| 25ª giornata - 1º aprile 2012 PalaGeorge, Montichiari               | Verona         | 1 - 3 | Busnago             | 25-14, 22-25, 17-25, 15-25        |
| 26ª giornata - 7 aprile 2012 PalaMacchitella, San Vito dei Normanni | San Vito       | 3 - 1 | Busnago             | 25-23, 11-25, 25-23, 25-17        |
| 27ª giornata - 15 aprile 2012 PalaBusnago, Busnago                  | Busnago        | 2 - 3 | Pontecagnano Faiano | 25-21, 23-25, 25-18, 22-25, 15-12 |
| 28ª giornata - 22 aprile 2012 Palazzetto dello Sport, Giaveno       | Cuatto Giaveno | 2 - 3 | Busnago             | 25-22, 12-25, 25-22, 24-26, 6-15  |
| 29ª giornata - 25 aprile 2012 PalaBusnago, Busnago                  | Busnago        | 0 - 3 | Crema               | 23-25, 22-25, 20-25               |
| 30ª giornata - 29 aprile 2012 PalaParenti, Santa Croce sull'Arno    | Santa Croce    | 1 - 3 | Busnago             | 25-21, 17-25, 21-25, 22-25        |

### Coppa Italia di Serie A2

#### Fase a eliminazione diretta
| Quarti di finale - 25 gennaio 2012 PalaBertoni, Crema | Crema | 3 - 0 | Busnago | 25-22, 25-18, 25-16 |